# Viñas (Spanien)
Viñas ist ein nordspanisches Dorf und Hauptort einer 160 Einwohner (Stand: 2024) zählenden Gemeinde (municipio) in der Provinz Zamora in der Autonomen Gemeinschaft Kastilien-León. Neben dem Hauptort Viñas gehören die Ortschaften Ribas, San Blas und Vega de Nuez zur Gemeinde. 

## Lage und Klima
Viñas liegt im Westen der Provinz Zamora in einer Höhe von ca. 785 m nahe der Grenze zu Portugal. Die Provinzhauptstadt Zamora ist etwa 66 Kilometer (Fahrtstrecke) in südöstlicher Richtung entfernt. Die winterlichen Temperaturen sind durchaus kühl, im Sommer dagegen ist es warm bis heiß; Regen  fällt mit Ausnahme der Sommermonate übers ganze Jahr verteilt.

## Bevölkerungsentwicklung
| Jahr      | 1970 | 1981 | 1991 | 2001 | 2011 | 2021 |
| Einwohner | 547  | 375  | 348  | 288  | 235  | 159  |

Der deutliche Bevölkerungsrückgang seit den 1950er Jahren ist im Wesentlichen auf die Mechanisierung der Landwirtschaft, die Aufgabe bäuerlicher Kleinbetriebe und den daraus resultierenden Arbeitsplatzmangel auf dem Land zurückzuführen (Landflucht).

## Sehenswürdigkeiten

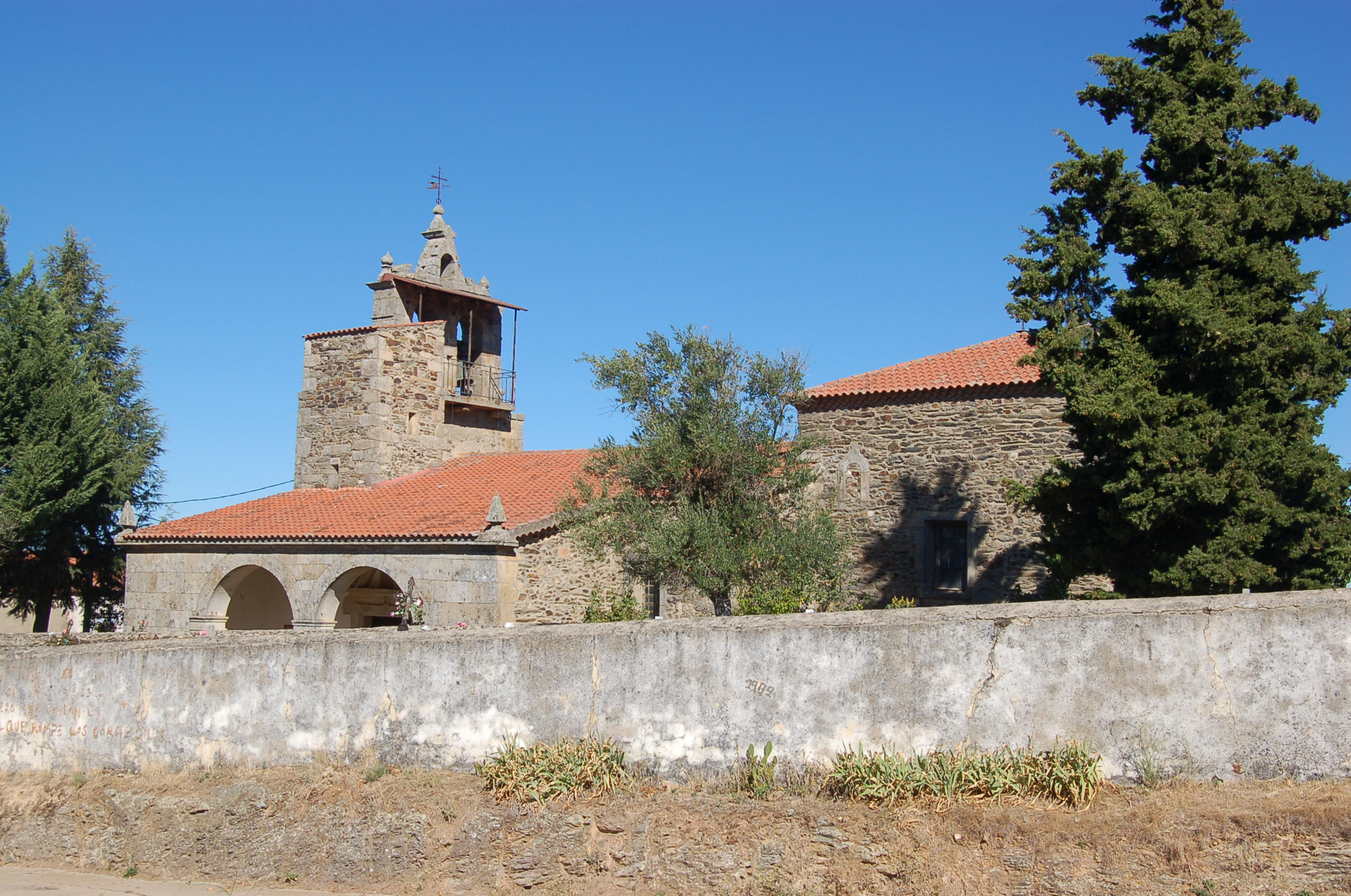
Kirche
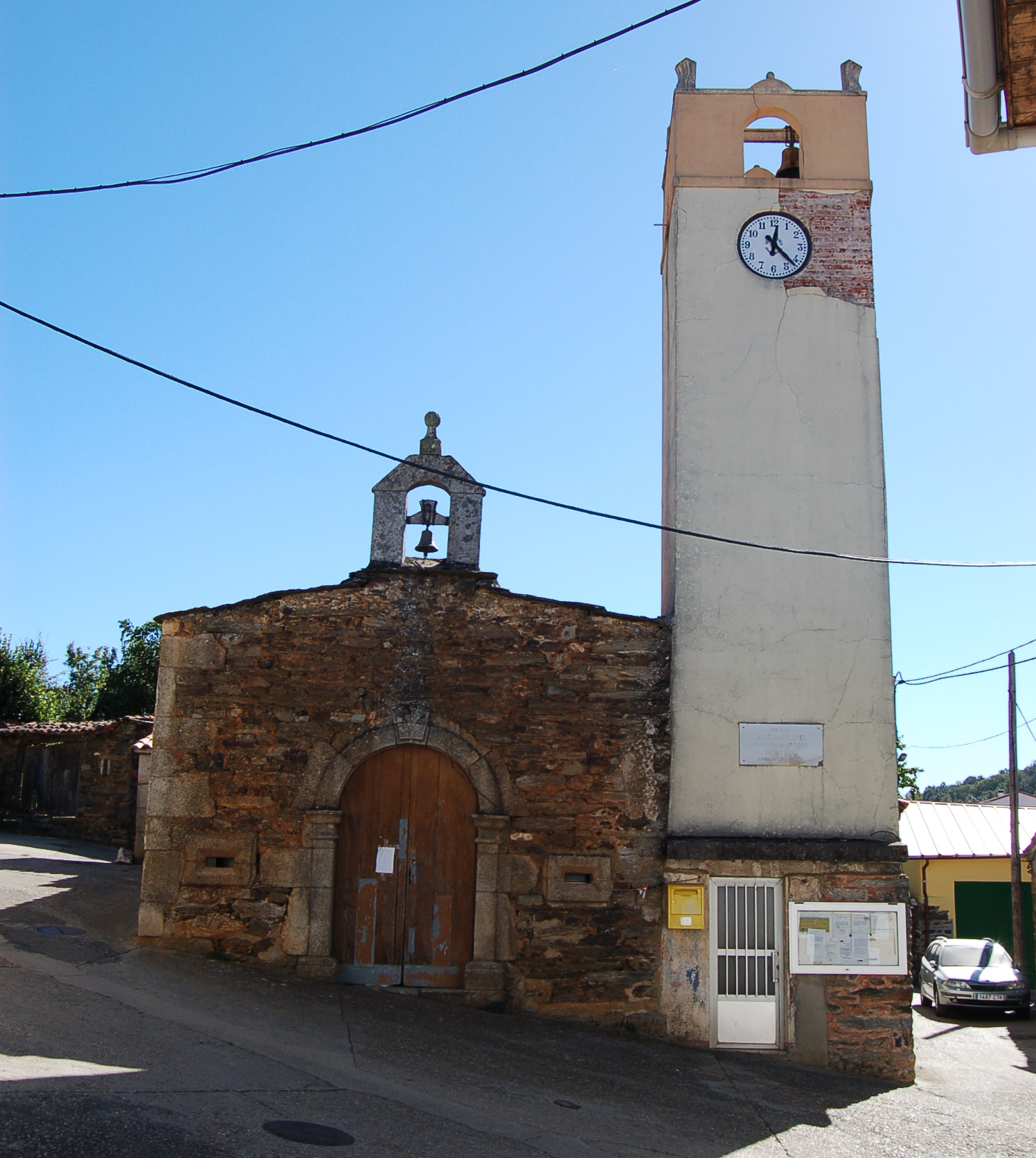
Kapelle

- Kirche
- Kapelle